# پادشاه قاتلان
پادشاه قاتلان (انگلیسی: King of Killers) یک فیلم اکشن، جنایی و معمایی کانادایی آمریکایی محصول سال ۲۰۲۳ به نویسندگی و کارگردانی کوین گرویوکس با بازی آلن موسی، ماری اوجروپولوس، جورج سنت پیر، استیون درف و فرانک گریلو است.

## داستان
مارکوس گاران بخشی از یک گروه از قاتلان بین‌المللی است که به ازای دریافت ۱۰ میلیون دلار قبول می‌کند تا بزرگ‌ترین و خطرناک‌ترین قاتل جهان را نابود کند. اما زمانی که مارکوس برای انجام این مأموریت به توکیو می‌رود، متوجه می‌شود که قاتلان حرفه‌ای دیگری نیز برای انجام اینکار دعوت شده‌اند. حال مارکوس و دیگران باید با این قاتل مرگبار و افسانه‌ای مقابله کنند یا در تلاش برای نابودی او کشته شوند و…

## ساخت
در فوریه ۲۰۲۲، اعلام شد که گریلو برای این فیلم انتخاب شده است. در سپتامبر ۲۰۲۲، اعلام شد که این فیلم در مرحله پساتولید است.

## انتشار
این فیلم در سینماها، به صورت دیجیتال و تقاضا در تاریخ ۱ سپتامبر ۲۰۲۳ منتشر شد.سپس در ۳۱ اکتبر ۲۰۲۳ بر روی دی‌وی‌دی و بلوری منتشر شد.

## بازخوردها
- این فیلم بر اساس رای ۱۶ نقد در راتن تومیتوز امتیاز ۱۹٪ دارد.[۷]
- جولیان رومن از موی‌وب به این فیلم ۲٫۵ از ۵ امتیاز داد.[۸]
- الکس میدی از JoBlo.com به فیلم نقد منفی داد.[۹]

## دنباله
در سپتامبر ۲۰۲۲، هالیوود ریپورتر اعلام کرد که یک سریال تلویزیونی در همان جهان اما قبل از رویدادهای این فیلم در حال توسعه است.